# Josef Klíma (Basketballspieler, 1950)
Josef „Jo“ Klíma (* 9. Januar 1950 in Karlsbad) ist ein ehemaliger tschechoslowakischer Basketballspieler und -trainer.

## Werdegang
Klíma spielte Basketball bei Sparta Prag. 1968 nahm er mit der tschechoslowakischen Auswahl an der Junioren-Europameisterschaft und 1973 mit der A-Nationalmannschaft an der Europameisterschaft in Spanien teil. Sein Vater, Josef Klíma der Ältere, war 1936 Olympiateilnehmer.
Wie seinerzeit für tschechoslowakische Nationalspieler üblich durfte Klíma nicht vor dem Erreichen des 29. Lebensjahres ins Ausland wechseln. Für diesen Schritt hatte er bereits einen Vorvertrag vom deutschen Bundesligisten BSC Saturn Köln vorliegen, entschied sich 1979 letztlich aber zum Wechsel zu Fribourg Olympic in die Schweiz. Bei dem Verein war lange sein Landsmann und früherer Mitspieler bei Sparta Prag, Celestyn Mrazek, tätig, mit dem er nach dessen Weggang aus der CSSR in Verbindung geblieben war. Klima spielte von 1979 bis 1981 für Fribourg Olympic, verließ die Mannschaft, da er sich nicht mit dem US-amerikanischen Trainer Ed Klimkowski verstand und wechselte innerhalb der Schweiz zum BBC Nyon. Dort wurde er auch beruflich tätig. 1983 wurde er mit Nyon Schweizer Meister.
1986 ging er nach Saint-Prex, wurde beim örtlichen Viertligisten Spielertrainer und führte die Mannschaft in die höchste Schweizer Spielklasse, die Nationalliga A. 1987 führte er in Saint-Prex das Jugendbasketballcamp ein, das 2012 sein 25-jähriges Bestehen beging. Klíma war beruflich in Lausanne als Osteopath tätig.